# Jaime Jimeno de Lobera
Jaime Jimeno de Lobera (Ojos Negros, XVI secolo – Teruel, 10 dicembre 1594) è stato un vescovo cattolico spagnolo, vescovo di Teruel e viceré d'Aragona dal 1590 al 1593.

## Biografia
Veniva da una famiglia nobile, dal cognome traslitterato come Jimeno o Ximeno. Con sede a Calamocha, occupò diverse posizioni nel Regno d'Aragona. Suo fratello Andrea era assistente tesoriere del regno e sua sorella María sposò il Justicia de Aragón Urbano Ximénez de Aragües. Destinato alla vita ecclesiastica, sviluppò la sua carriera religiosa nei Pirenei aragonesi. Eletto alla sede vescovile di recente creazione di Teruel nel 1579, si spese per dare effettivo compimento all'erezione della diocesi. Tenne la sede vescovile fino alla sua morte.
Come una delle più elevate figure del suo tempo in Aragona, fu viceré, il cui mandato fu fortemente segnato da polemiche. La sua nomina fu conseguenza del pleito del virrey extranjero, poiché il suo predecessore marchese di Almenara non era di origine aragonese, cosa che confliggeva contro le leggi locali. Come viceré dovette affrontare i problemi derivanti dalla disaffezione con l'amministrazione centralista, la guerra di Ribagorza e il processo di Antonio Pérez. Nel 1591, questi conflitti culminarono nelle Alteraciones de Aragón, che avrebbero segnato l'inizio di un maggiore controllo reale sulla regione.

## Genealogia episcopale e successione apostolica
La genealogia episcopale è:
- Arcivescovo Andrés Santos de Sampedro
- Vescovo Jaime Jimeno de Lobera

La successione apostolica è:
- Vescovo Miguel Cercito Bereterra (1586)
- Vescovo Malaquías Asso, O.Cist. (1591)
- Vescovo Diego Monreal (1592)